# Franciszek Maria Wittelsbach
Franciszek Maria Luidpold Wittelsbach (ur. 10 października 1875 w Starnbergu, zm. 25 stycznia 1957 tamże) – książę Bawarii, generał major armii cesarskiej.

## Życiorys
Syn ostatniego króla Bawarii Ludwika III Wittelsbacha i Marii Teresy Habsburg-Este. Jego dziadkami byli: regent Bawarii Luitpold Wittelsbach i Augusta Ferdynanda Habsburg oraz Ferdynand Karol Habsburg-Este i Elżbieta Franciszka Habsburg-Lotaryńska. Miał dwanaścioro rodzeństwa, m.in. księcia Bawarii Rupperta, księżną Kalabrii Marię, księżną Urach Wiltrudę.
Po ukończeniu nauki rozpoczął naukę i ćwiczenia w szkole wojskowej. W 1896 roku rozpoczął podróż po północnych Niemczech, Danii, Szwecji i Norwegii. Po powrocie z podróży poświęcił się służbie w armii. Walczył na frontach I wojny światowej. Podczas walk dawał dowód najwyższej „energii i osobistego męstwa nadzwyczajnego w ciężkich walkach pod Verdun”. 16 maja 1918 roku został odznaczony najwyższym pruskim i niemieckim orderem wojskowym Pour le Mérite.

## Małżeństwo i rodzina
12 lipca 1912 roku w Baden ożenił się z Isabellą von Croy. Para miała szóstkę dzieci:
- Ludwik Wittelsbach (1913–2008) – ożenił się z księżniczką bawarską Irmingard Wittelsbach (1923-2010);
- Maria (1914-2011) – żona księcia Piotra Orleańskiego-Bragança (1909-1981);
- Aldegundea (1917–2004) – żona barona Zdenko von Hoenning-O’Carroll (1906–1996);
- Eleonora (1918–2009) – żona hrabiego Konstantyna von Waldburg zu Zeil und Trauchberg (1909-1972);
- Dorota (1920-2015[1]) – żona księcia toskańskiego Gottfrieda Habsburg-Lotaryńskiego (1902-1984);
- Rasso (1926-2011[2]) – ożenił się z księżniczką Teresą Moniką Habsburg-Lotaryńską (ur. 1931).

## Odznaczenia
- Order Orła Czarnego
- Krzyż Żelazny I i II Klasy
- Odznaka za Rany w Czerni
- Order Pour le Mérite
- Order Królewski Korony 2 Klasy z Gwiazdą i Mieczami
- Królewski Order Hohenzollernów 1 Klasy z Mieczami
- Królewski Order Hohenzollernów 1 Klasy
- Order Świętego Huberta
- Order Wojskowy Maksymiliana Józefa (Bawaria) – Krzyż Rycerski i Krzyż Komandorski
- Order Zasługi Wojskowej (Bawaria) – 2 Klasy z Mieczami, 2 Klasy, 3 Klasy z Koroną
- Medal Jubileuszu (Bawaria)
- Krzyż za Długotrwałą Służbę (Bawaria) – 25 lat służby
- Order Domowy Wierności (Badenia)
- Wojenny Krzyż Zasługi II Klasy (Brunszwik)
- Order Ludwika (Hesja-Darmstadt)
- Wojenny Krzyż Zasługi za Czyny Heroiczne (Lippe-Detmold)
- Order Korony Rucianej (Saksonia)
- Krzyż Wielki Orderu Ernestyńskiego (Saksonia-księstwa Wettynów w Turyngii)
- Krzyż Wielki Orderu Korony Wirtemberskiej
- Order Złotego Runa (Austro-Węgry)
- Krzyż Wielki Orderu Świętego Stefana (Austro-Węgry)
- Krzyż Zasługi Wojskowej 2 Klasy z okuciami wojennymi (Austro-Węgry)
- Złoty Medal Zasługi z Mieczami – Imtiyaz Madalyasi (Imperium Osmańskie)
- Medal Wojenny – Harp Madalyasi (Imperium Osmańskie)
- Order Osmana I Klasy – Osmanlı Devlet Nişanı (Imperium Osmańskie)

## Genealogia
| Prapradziadkowie                         | król Bawarii Maksymilian I Józef Wittelsbach (1756–1825) ∞1785 Augusta Wilhelmina Hessen-Darmstadt (1765-1796) | Fryderyk Wettyn (1763-1834) ∞1785 Charlotta Mecklenburg-Strelitz (1769-1818)                     | Ferdynand III Habsburg-Lotaryński (1769–1824) ∞1790 Luiza Maria Burbon-Sycylijska (1773–1802) | Maksymilian Wettyn (1759–1838) ∞1792 Karolina Burbon-Parmeńska (1770–1804)                   | Ferdynand Habsburg (1754-1806) ∞1771 Marią Beatrycze d’Este (1750-1829)                             | król Sardynii Wiktor Emanuel I Sabaudzki (1759-1824) ∞1789 Marię Teresę Habsburg-Este (1773-1832)   | cesarz rzymski Leopold II Habsburg (1747-1792) ∞1765 Maria Ludwika Hiszpańska (1745–1792)           | Ludwik Wirtemberski (1756-1817) ∞1797 Henrietta z Nassau-Weilburg (1780–1857)                       |
| Pradziadkowie                            | król Bawarii Ludwik I Wittelsbach (1786-1868) ∞1810 Teresa z Saksonii-Hildburghausen (1792-1854)               | król Bawarii Ludwik I Wittelsbach (1786-1868) ∞1810 Teresa z Saksonii-Hildburghausen (1792-1854) | Leopold II Habsburg-Lotaryński (1797–1870) ∞1817 Maria Anna Wettyn (1799-1832)                | Leopold II Habsburg-Lotaryński (1797–1870) ∞1817 Maria Anna Wettyn (1799-1832)               | Franciszek IV Habsburg-Este (1779-1846) ∞1812 Maria Beatrice Sabaudzka (1792-1840)                  | Franciszek IV Habsburg-Este (1779-1846) ∞1812 Maria Beatrice Sabaudzka (1792-1840)                  | Józef Habsburg (1776-1847) ∞1819 Maria Dorota Wirtemberska (1797-1855)                              | Józef Habsburg (1776-1847) ∞1819 Maria Dorota Wirtemberska (1797-1855)                              |
| Dziadkowie                               | Luitpold Wittelsbach (1821-1912) ∞1844 Augusta Ferdynanda Habsburg-Lotaryńska (1825-1864)                      | Luitpold Wittelsbach (1821-1912) ∞1844 Augusta Ferdynanda Habsburg-Lotaryńska (1825-1864)        | Luitpold Wittelsbach (1821-1912) ∞1844 Augusta Ferdynanda Habsburg-Lotaryńska (1825-1864)     | Luitpold Wittelsbach (1821-1912) ∞1844 Augusta Ferdynanda Habsburg-Lotaryńska (1825-1864)    | Ferdynand Karol Habsburg-Este (1821-1849) ∞1847 Elżbieta Franciszka Habsburg-Lotaryńska (1831–1903) | Ferdynand Karol Habsburg-Este (1821-1849) ∞1847 Elżbieta Franciszka Habsburg-Lotaryńska (1831–1903) | Ferdynand Karol Habsburg-Este (1821-1849) ∞1847 Elżbieta Franciszka Habsburg-Lotaryńska (1831–1903) | Ferdynand Karol Habsburg-Este (1821-1849) ∞1847 Elżbieta Franciszka Habsburg-Lotaryńska (1831–1903) |
| Rodzice                                  | król Bawarii Ludwik III Wittelsbach (1845-1921) ∞1868 Maria Teresa Habsburg-Este (1849-1919)                   | król Bawarii Ludwik III Wittelsbach (1845-1921) ∞1868 Maria Teresa Habsburg-Este (1849-1919)     | król Bawarii Ludwik III Wittelsbach (1845-1921) ∞1868 Maria Teresa Habsburg-Este (1849-1919)  | król Bawarii Ludwik III Wittelsbach (1845-1921) ∞1868 Maria Teresa Habsburg-Este (1849-1919) | król Bawarii Ludwik III Wittelsbach (1845-1921) ∞1868 Maria Teresa Habsburg-Este (1849-1919)        | król Bawarii Ludwik III Wittelsbach (1845-1921) ∞1868 Maria Teresa Habsburg-Este (1849-1919)        | król Bawarii Ludwik III Wittelsbach (1845-1921) ∞1868 Maria Teresa Habsburg-Este (1849-1919)        | król Bawarii Ludwik III Wittelsbach (1845-1921) ∞1868 Maria Teresa Habsburg-Este (1849-1919)        |
| Franciszek Maria Wittelsbach (1875-1957) | |                                                                                                  |                                                                                               |                                                                                              | | | | |